# Анри, Ив
Ив Анри (фр. Yves Henry; род. 1959) — французский пианист.

## Биография
В 13-летнем возрасте дебютировал в Париже, исполнив Первый концерт Бетховена с Берлинским филармоническим оркестром. Окончил Парижскую консерваторию у Пьера Санкана, затем на протяжении трёх лет совершенствовал своё мастерство под руководством Альдо Чикколини. 
В 1981 году выиграл Международный конкурс имени Роберта Шумана в Цвиккау.
Среди записей Ива Анри — концерты Шумана, Равеля, Гершвина, сольные произведения Листа; как ансамблевый музыкант он записал все трио Эдуара Лало и Сезара Франка. Телевизионные записи произведений Шопена в исполнении Анри транслировались телекомпаниями Франции и Польши.
В 1997—2003 гг. Анри руководил музыкальной школой 6-го округа Парижа. В настоящее время преподаёт в Парижской консерватории.
Среди фортепианных транскрипций Анри — «Половецкие пляски» из оперы Бородина «Князь Игорь», «Ученик чародея» Поля Дюка и др. Собственные сочинения Анри включают ораторию «Тирренские напевы» (фр. Les chants tyrrhéniens) и другие вокально-инструментальные произведения.